# فولتمتر رقمي

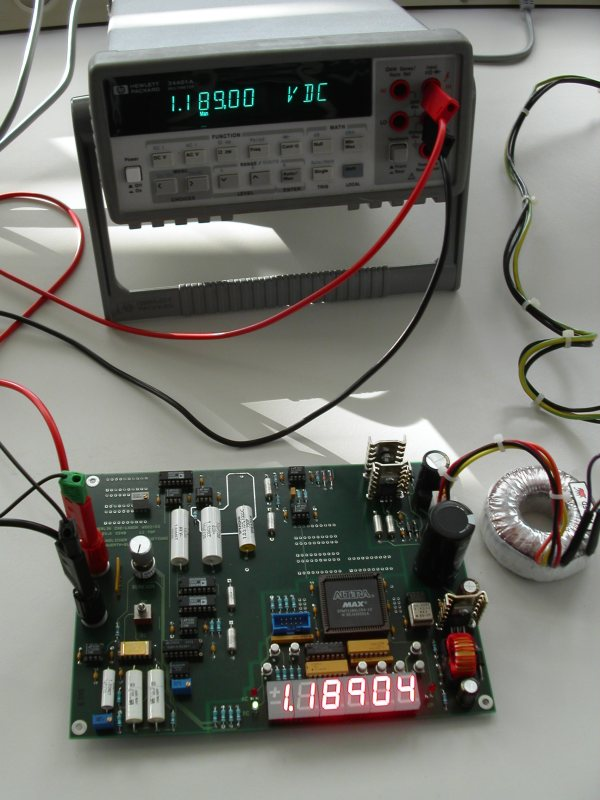
فولتميتر رقمي

فولتمتر رقمي (بالإنجليزية: Digital Voltmeters)‏ في الفولتميترات الرقمية (DVM)، تظهر قياسات الجهود للتيار المتردد AC، وجهود التيار المستمر DC، كأعداد مميزة، بدلاً من انحراف مؤشر على تدريج متصل كما في حالة أجهزة القياس التماثلية.
وهو جهاز متنوع ودقيق ويُستخدم في كثير من تطبيقات القياسات العملية، وبسبب التطور، ودقة نماذج ICs، وحجم الجهاز، والقدرة المطلوبة، فإن تكاليف الفولتميتر الرقمي قد انخفضت بشدة، ولهذا السبب فإن الفولتميتر الرقمي ينافس بشدة أجهزة القياس العادية، في كل من الثمن، وإمكانية استخدامها كأجهزة متنقلة.
وفيه تدخل إشارة الجهد المجهول إلى مولد نبضات، والذي يولد نبضة يكون اتساعها متناسباً مع جهد الدخل المجهول، ويُسلط خرج مولد النبضة إلى أحد أرجل بوابة الـــ AND وإشارة الدخل إلى الرجل الأُخرى لبوابة AND وهو عبارة عن سلسلة من النبضات، ويكون خرج بوابة AND سلسلة موجبة من نبضات الإثارة ذات السعة (t see)، ثم تدخل إلى العاكس والذي يحولها إلى سلسلة سالبة من نبضات الإثارة، ثم يحسب العداد عدد نبضات الإثارة في الزمن، والذي يتناسب مع الجهد تحت القياس، وبالتالي يمكن معايرة العداد ليبين قيمة الجهد مباشرة.
وهكذا نرى أن الفولتميتر الرقمي الذي تم شرحه هو في أساسه ADC والذي يحول الإشارة التماثلية إلى سلسلة من النبضات، والذي يتناسب عددها مع جهد الدخل، وبالتالي يمكن القول أن جهاز الفولتميتر الرقمي يمكن عمله باستخدام إحدى طرق تحويل A \ D، ويمكن أن يُصنف على أُسس ADCs المسنخدمة.

## المواصفات
| مدى جهاز DVM | من (± 1 V) حتى (± 1000 V)                       |
| الدقة        | دقته العالية في حدود (± 0.005%) من قيمة القراءة |
| التباين      | جزء واحد من 106 جزء                             |
| القراءة      | يعطي قراءة 1μV في مدى دخل 1V                    |
| مقاومة الدخل | في حدود 10MΩ                                    |
| سعة الدخل    | في حدود 40pF                                    |

نرى من الجدول سابقاً أن مدى جهاز DVM يمكن أن يتغير من (± 1 V) وحتى (± 1000 V)، كما أن دقته العالية في حدود (± 0.005%) من قيمة القراءة، وتباينه يمكن أن يكون جزء واحد من 106 جزء، معطياً قراءة 1μV في مدى دخل 1V، وتكون مقاومته في حدود 10MΩ وسعة دخله في حدود 40pF.

## الفولتميترات الرقمية ذات الميل الخطي
Ramp type DVM
يُبنى عمل هذا النوع من الفولتميترات الرقمية على قياس الزمن الذي يأخده الجهد المائل الخطي لكي يتغير من مستوى جهد الدخل حتى الجهد صفر، أو العكس وتقاس هذه الفترة الزمنية بعداد قياس الزمن الإلكتروني ويظهر العد كعدد رقمي على لوحات البيان الخاصة بخرج الفولتميتر.
عند بداية القياس يبدأ الجهد الخطي المائل، وهذا الجهد يمكن أن يكون سالب الميل أو موجب الميل، ويقارن هذا الجهد المائل دائماً بالجهد المبذول المراد قياسه، وعند اللحظة التي يتساوى فيها الجهد المائل مع الجهد تحت القياس فإن هناك دائرة متوافقه تسمى مقارن الدخل تولد نبضة تفتح البوابة، ويستمر الجهد المائل في الانخفاض حتى يصل إلى قيمة الصفر، وفي هذه اللحظة فإن مقارن آخر يسمى المقارن الأرضي، يولد نبضة إيقاف، ونبضة الخرج للمقارن الأرضي تقفل البوابة، والفترة الزمنية التي تفتح بها البوابة تتناسب مع جهد الدخل الـــ DC، والوقت الذي يمضي بين الفتح والقفل للبوابة هي الزمن، وخلا هذه الفترة الزمنية، فإن نبضات من مذبذب النبضات الميقاتي تمر خلال البوابة، ويتم عدها وإظهارها، والرقم العشري المبين بواسطة قارئ الخرج، هو مقياس لقيمة جهد الدخل، ومعدل تكوين العينة بواسطة المذبذب المتعدد، يحدد معدل بداية دورة القياس، ودائرة معدل إخراج العينة تعطي نبضة لبدء مولد الخط المائل بأن يبدأ الجهد المائل التالي، وفي نفس الوقت تولد نبضة إعادة الوضع، والتي تعيد العداد في وضع الصفر.

## الفولتميتر الرقمي المتكامل ذو الميل المزدوج
Dual slope integrating type DVM

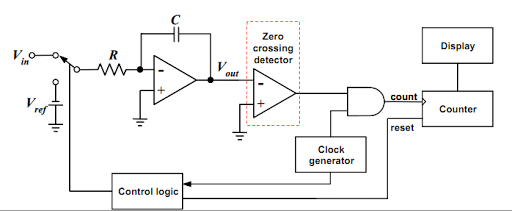
المخطط الصندوقي للفولتمتر الرقمي المتكامل ذو الميل المزدوج

المخطط الصندوقي للفولتميتر الرقمي المتكامل ذو الميل المزدوج مبين بالشكل جانباً، فالميل المزدوج (ADC) لمحول أنالوج / رقمي (A/D) يتكون من خمسه صناديق هي:
1. مكبر عمليات يُستخدم كمكامل.
2. مقارن مستوى.
3. مولد نبضات ميقاتي رئيسي.
4. مجموعة العداد العشري.
5. صندوق الدائرة المنطقية.

المكامل، والذي يرفع الجهد للمقارن إلى قيمة موجبة معينة

ولفترة زمنية ثابتة، جهد الدخل المماثل يُسلط من خلال مفتاح S إلى المكامل، والذي يرفع الجهد للمقارن إلى قيمة موجبة معينة، ومن الواضح أنه في نهاية الفترة الزمنية الثابتة، فإن الجهد من المكامل سوف يكون أكبر بزيادة جهد الدخل أي أن معدل زيادة الجهد أو الميل سوف يتناسب مع جهد الدخل المماثل، وفي نهاية فترة العد الثابتة، يُوضع العد عند قيمة الصفر، ويتم تحويل المفتاح S إلى الجهد المرجعي Vref ذو القطبية المعاكسة، عندئذٍ فإن خرج المكامل أو دخل المكثف C، يبدأ في النقصان بمعدل ثابت، ويتقدم العداد خلال هذه الفترة الزمنية، ويتناقص جهد الخرج للمكامل بمعدل ثابت حتى يهبط أقل من جهد المكامل المرجعي، والذي عنده فإن دائرة التاحكم المنطقية تستقبل إشارة لإيقاف العد، وتكون النبضة التي تم عدها بالعداد ذات علاقة مباشرة بجهد الدخل VA.
وخلال عملية الشحن، فإن جهد الخرج V0 يُعطى بالعلاقة التالية:
{\displaystyle V_{0}={\frac {-1}{RC}}\int _{0}^{T}dt_{A}={\frac {-V_{A}T}{RC}}}
وخلال عملية التفريغ، فإن جهد الخرج V0 يُعطى بالعلاقة التالية:
{\displaystyle V_{0}={\frac {1}{RC}}\int -V_{REF}dt={\frac {-V_{REF}t}{RC}}}
ومن المعادلة 1، 2 نجد أن:
{\displaystyle {\frac {-V_{A}T}{RC}}={\frac {-V_{REF}t}{RC}}}
أو:
{\displaystyle V_{A}={\frac {-V_{REF}t}{T}}}
وبالتالي فإن العدد الذي يبينه العداد عند زمن قدره t، والذي يتناسب مع جهد الدخل VA، يتم إظهاره كجهد مقاس.
والخصائص المتوسطية، وإلغاء الأخطاء، والتي تحد عادةً من أداء جهاز الفولتميتر الرقمي ذو الميل الخطي، هي نفس المميزات الرئيسية لجهاز الفولتميتر ذو الميل المزدوج، وتعطي خصائص التكامل القيمة المتوسطة لإشارة الدخل خلال فترة التكامل الأولى، وبالتالي فإن الاضطرابات، مثل نبضات الضوء المقلدة، يتم تقليلها، وكذلك الانحرافات طويلة المدى في الثابت الزمني والتي يمكن أن تنتج من تغير درجة الحرارة أو بتأثير عامل الزمن لا تؤثر على عمل الجهاز، وأيضاً فإن التغير الطويل المدى في التردد الميقاتي ليس له تأثير على عمل الجهاز.

## الفولتميتر الرقمي من النوع المتكامل (تحويل من جهد إلى تردد)
Integrating type DVM (voltage - to frequency convrsion)
مثل هذا الجهاز من الفولتميتر الرقمي يستخدم تكنيك التكامل حيث يستخدم التحويل من جهد إلى تردد (v / f)، ويبين هذا الفولتميتر القيمة المتوسطة الحقيقية للجهد المجهول وذلك في فترة قياس فترة زمن ثابتة، ولكن ما يعيب جهاز DVM أنه يحتاج إلى خواص خطية ممتازة، وأن ضوضاء الـــ AC، وضوضاء المصدر يتم أخذ متوسطهما.